# La gloria
La gloria (en hangul, 더 글로리; RR: Deo Geullori) es una serie de televisión surcoreana dirigida por Ahn Gil-ho y protagonizada por Song Hye-kyo, Lee Do-hyun, Lim Ji-yeon, Yeom Hye-ran y Park Sung-hoon. La primera temporada se estrenó en la plataforma Netflix el 30 de diciembre de 2022, en tanto que la segunda está programada para el 10 de marzo de 2023.

## Sinopsis
Moon Dong-eun soñaba con ser arquitecta pero tuvo que abandonar la escuela secundaria, víctima de una terrible violencia escolar, y planea vengarse tanto de los perpetradores como de los que presenciaron los hechos sin intervenir. Para ello, consigue obtener un trabajo de maestra en la escuela primaria donde estudia la hija de su principal acosadora.

## Reparto

### Principal
- Song Hye-kyo como Moon Dong-eun.[7][8]
  - Jung Ji-so como Dong-eun de adolescente.[9]
- Lee Do-hyun como Joo Yeo-jung, un joven médico que primero enseña a jugar a go a Dong-eun y más tarde la ayuda en su plan de venganza.[7][10]
- Im Ji-yeon como Park Yeon-jin, la principal responsable de la violencia escolar en el pasado. Actualmente vive una vida perfecta. A medida que su pasado comienza a resurgir, hará cualquier cosa para proteger las cosas preciosas que ahora tiene.[1][11][12]
  - Shin Ye-eun como Yeon-jin de adolescente.[6]
- Yeom Hye-ran como Kang Hyun-nam, una mujer maltratada por su marido, que ayuda a Dong-eun en su plan de venganza.[11]
- Park Sung-hoon como Jeon Jae-joon, corresponsable de los episodios de violencia escolar, que se siente protegido por la riqueza de su familia.[13]
  - Song Byung-keun como Jae-joon de adolescente.[14]
- Jung Sung-il como Ha Do-young, marido de Yeon-jin y director ejecutivo de Jaepyung Construction.[1][15]

### Secundario

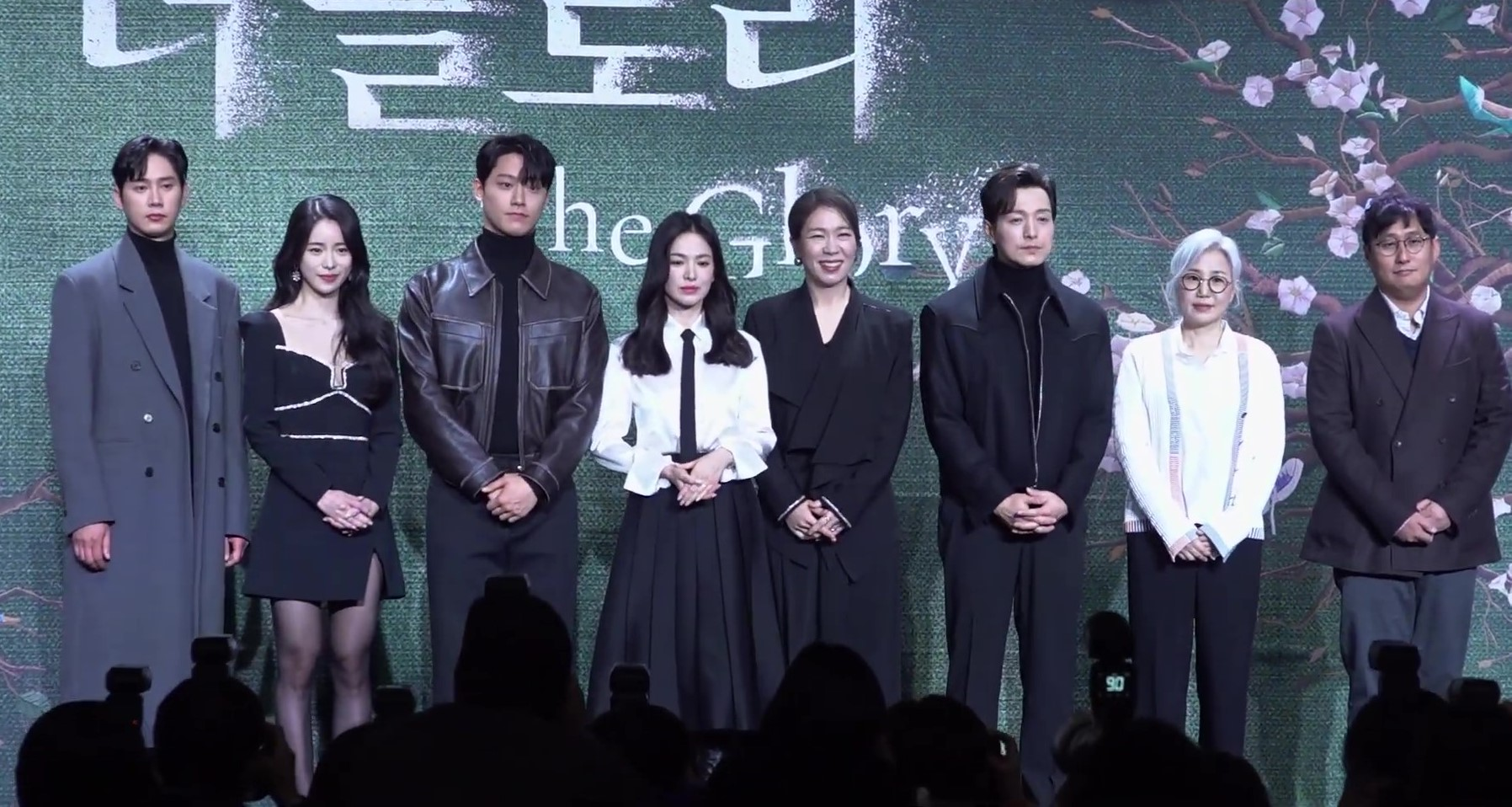
Director, guionista y reparto de 'La gloria' en diciembre de 2022.

#### Escuela secundaria Sunghan (2004-2006)
- Cha Joo-young como Choi Hye-jung. Miembro del grupo de acosadores, de adulta es una azafata deseosa de casarse con un novio poco dispuesto a ello, Tae-wook.[16][17][18]
  - Song Ji-woo como Hye-jung de adolescente.[14]
- Kim Hieora como Lee Sa-ra. Miembro del grupo de acosadores en la escuela, ya de adulta se dedica a la pintura; consumidora habitual de drogas.[19][20]
  - Bae Kang-hee como Sa-ra de adolescente.[14]
- Kim Geon-woo como Son Myung-oh. En la escuela era del grupo de los acosadores, pero en edad adulta, siendo de familia pobre, se convirtió en el recadero de Jae-joon.[21]
  - Seo Woo-hyuk como Myung-oh de adolescente.[14]
- Ahn So-yo como Kim Kyung-ran, empleada en una tienda de moda propiedad de Jae-joon, y víctima durante los años de escuela del acoso por parte de este y su grupo.[22][23]
  - Lee Seo-young como Kyung-ran de adolescente.
- Lee So-yi como Yoon So-hee, víctima de acoso escolar por parte de los mismos agresores antes de Dong-eun.[24][25]
- Park Yoon-hee como Kim Jong-moon, maestro de Dong-eun de la escuela secundaria Sunghan al que ella pidió inútilmente ayuda.[26]
- Jeon Soo-ah como Ahn Jung-mi, enfermera de la escuela, el único adulto que apoya a Dong-eun.[27]

#### Personas cercanas a Yeon-jin
- Oh Ji-yool como Ha Ye-sol, hija de Yeon-jin y Do-young, aunque su padre biológico es Jae-joon y es daltónica como este. Asiste a la clase 1-2 de la escuela primaria Semyung.
- Yoon Da-kyung como Hong Young-ae, la madre de Yeon-jin, una mujer adinerada que cree en el chamanismo coreano.[28]
- Lee Hae-young como Shin Young-joon, un policía corrupto, viejo conocido de Young-ae, para la que hace el trabajo sucio. En este caso, trabaja y hace trabajar a sus subordinados para encubrir a Yeon-jin.[22]

#### Personas cercanas a Dong-eun
- Park Ji-ah como Jung Mi-hee, la madre de Dong-eun.[29]
- Son Sook como la anciana propietaria del apartamento que alquila Dong-eun en Semyung.[22]
- Kang Kil-woo como Kim Soo-han, el sénior de Dong-eun, hijo de Jong-moon.[26]
- Yoon Sung-won como el profesor Kang.
- Huh Dong-won como Choo Jung-ho, maestro de la escuela primaria de Semyung, un villano desagradable al que Dong-eun acaba humillando.[30]
- Son Na-young como Koo Sung-hee, una empleada de una agencia de viajes que trabajaba en la misma fábrica que Dong-eun.

#### Familia de Hyun-nam
- Choi Soo-in como Lee Sun-ah, la hija de Hyun-nam, que como su madre es víctima de violencia doméstica.[31]
- Ryu Sung-hyun como Lee Seok-jae, un hombre brutal y alcoholizado que abusa de su mujer y su hija.[32]

#### Personas cercanas a Yeo-jung
- Kim Jung-young como Park Sang-im, la madre de Yeo-jung, directora del Hospital General Joo de Seúl.[33][34]
- Choi Kwang-il como Joo Sung-hak, el padre de Yeo-jung, antiguo director del mismo hospital. Fue asesinado por Young-cheon.
- Cho Min-wook como Kim Jong-heon, médico, sénior de Yeo-jung.[35]

#### Otros
- Lee Joong-ok como Tae-wook, novio de Hye-jung.[36][37]
- Lee Byung-joon como Lee Kil-sung, pastor de una iglesia protestante y padre de Sa-ra.[38]
- Kim Sun-hwa como la madre de Lee Sa-ra.[39]
- Oh Min-ae como la madre de Do-young.[40]
- Son Kang-kook como Choi Dong-kyoo, un detective de policía.[41]
- Jeon Jin-oh como un subordinado de Lee Hae-young.[42]

### Apariciones especiales
- Hwang Kwang-hee como locutor de radio.[43]
- Lee Moo-saeng como Kang Young-cheon, el paciente que mata al padre de Yeo-jung.[44]
- Kim Seung-hwa como Hye-jung de joven.[45]

## Producción
La gloria está escrita por Kim Eun-sook, quien anteriormente firmó los guiones de producciones de gran éxito como The Heirs, Descendientes del sol, Goblin, y Jardín secreto. El director es Ahn Gil-ho, conocido por su trabajo en Happiness, Forest Of Secrets, Recuerdos de la Alhambra y Record Of Youth. La primera elección de reparto fue la actriz Yeom Hye-ran para el personaje de la mujer maltratada por su marido, que la guionista escribió pensando en ella y considera su personaje favorito de la serie.
La serie se confirmó en noviembre de 2021 y la producción, a cargo de Hwa&Dam Pictures, comenzó en enero de 2022. En julio del mismo año se anunció el reparto completo. El 1 de diciembre se publicaron los carteles. El 20 del mismo mes se presentó en conferencia de prensa, durante la cual el director Ahn Gil-ho declaró que la segunda parte, de ocho episodios como la primera, se estrenaría en marzo de 2023.

## Banda sonora original
| Parte | Fecha de publicación    | N.º | Título                                 | Artista         | Duración |
| ----- | ----------------------- | --- | -------------------------------------- | --------------- | -------- |
| 1     | 30 de diciembre de 2022 | 1   | 긴긴밤 («Larga, larga noche»)          | Kim Ye-ji       | 4:10     |
| 1     | 30 de diciembre de 2022 | 2   | «Until The End»                        | Kelley McRae    | 5:20     |
| 1     | 30 de diciembre de 2022 | 3   | «The Whisper Of Forest»                | Suran           | 4:07     |
| 1     | 30 de diciembre de 2022 | 4   | 너는 기억한다 («Recuerdas»)            | 폴킴 (Paul Kim) | 3:38     |
| 1     | 30 de diciembre de 2022 | 5   | 눈부신 계절 («Temporada deslumbrante») | 양파 (Yangpa)   | 4:49     |

## Recepción
El 1 de enero de 2023 la serie se situó en quinta posición entre las más vistas en todo el mundo de la plataforma Netflix, y la primera en Corea del Sur, Filipinas, Tailandia, Vietnam y otros países asiáticos. Tres días después de su lanzamiento había registrado más de veinticinco millones de horas de visualización, ocupando por ello el tercer lugar mundial en la categoría de habla no inglesa. En total, en la semana del 2 al 8 de enero acumuló 82,48 millones de horas, ocupando la primera posición en dicha categoría. En la lista de las producciones (incluidas las de habla inglesa) más vistas en Netflix entre enero y junio de 2023, publicada en diciembre de ese año, la serie resultó en tercera posición, con casi 623 millones de horas.

### Crítica
Oh Kyung-min (Kyunghyang ), comentando la primera parte de la serie, considera que la trama de venganza urdida por la guionista Kim Eun-sook carece de tensión: no se sabe hacia dónde se dirige, aunque parece apuntar a la hija de Yeon-jin. El personaje de Dong-geun resulta desdibujado por actuar no tanto como la vengadora sino como «compañera de citas» de los protagonistas masculinos: la relación de ella con Yeo-jeong está poco justificada, y aún menos la «atmósfera extrañamente romántica entre Do-young y Dong-geun». Destaca por último las actuaciones de Song Hye-kyo, Jung Ji-so y Shin Ye-eun.
Joan MacDonald (Forbes) resalta la «interpretación matizada de Dong-geum» por parte de Song Hye-kyo, así como la «actuación desgarradora» que del mismo personaje, en edad adolescente, hace Jung Ji-so. Para MacDonald, «No es fácil ver el primer episodio de La gloria. Sin embargo, muestra claramente que la violencia escolar (acoso escolar) es un acto cruel que deja cicatrices indelebles tanto física como mentalmente [...] La gloria presenta una buena cantidad de giros inesperados en la trama, cambiando la historia de casi horror a melodrama y misterio de asesinato».

## Premios y nominaciones
| Año  | Premios                           | Categoría                                     | Nominado        | Resultado    | Ref.          |
| ---- | --------------------------------- | --------------------------------------------- | --------------- | ------------ | ------------- |
| 2023 | Baeksang Arts                     | Gran Premio - televisión                      | La gloria       | Nominada     | [ 56 ] [ 57 ] |
| 2023 | Baeksang Arts                     | Gran Premio - televisión                      | Kim Eun-sook    | Nominada     | [ 56 ] [ 57 ] |
| 2023 | Baeksang Arts                     | Mejor serie                                   | La gloria       | Ganadora     | [ 56 ] [ 57 ] |
| 2023 | Baeksang Arts                     | Mejor guion                                   | Kim Eun-sook    | Nominada     | [ 56 ] [ 57 ] |
| 2023 | Baeksang Arts                     | Mejor actriz                                  | Song Hye-kyo    | Ganadora     | [ 56 ] [ 57 ] |
| 2023 | Baeksang Arts                     | Mejor actriz de reparto                       | Yeom Hye-ran    | Nominada     | [ 56 ] [ 57 ] |
| 2023 | Baeksang Arts                     | Mejor actriz de reparto                       | Lim Ji-yeon     | Ganadora     | [ 56 ] [ 57 ] |
| 2023 | Baeksang Arts                     | Mejor actor de reparto                        | Park Sung-hoon  | Nominado     | [ 56 ] [ 57 ] |
| 2023 | Baeksang Arts                     | Mejor actor revelación                        | Kim Gun-woo     | Nominado     | [ 56 ] [ 57 ] |
| 2023 | Baeksang Arts                     | Mejor actriz revelación                       | Kim Hee-ra      | Nominada     | [ 56 ] [ 57 ] |
| 2023 | Baeksang Arts                     | Mejor fotografía                              | Jang Jong-kyung | Nominado     | [ 56 ] [ 57 ] |
| 2023 | Asia Contents Awards & Global OTT | Mejor actriz                                  | Song Hye-kyo    | Nominada     | [ 58 ]        |
| 2023 | Asia Contents Awards & Global OTT | Mejor actriz de reparto                       | Lim Ji-yeon     | Ganadora     | [ 58 ]        |
| 2023 | Asia Contents Awards & Global OTT | Mejor guion                                   | Kim Eun-sook    | Nominada     | [ 58 ]        |
| 2023 | Asia Contents Awards & Global OTT | Mejor obra de creación                        | La gloria       | Nominada     | [ 58 ]        |
| 2023 | Blue Dragon Series                | Gran Premio                                   | La gloria       | Nominada     | [ 59 ]        |
| 2023 | Blue Dragon Series                | Gran Premio                                   | Song Hye-kyo    | Ganadora     | [ 59 ]        |
| 2023 | Blue Dragon Series                | Mejor serie                                   | La gloria       | Nominada     | [ 59 ]        |
| 2023 | Blue Dragon Series                | Mejor actriz                                  | Song Hye-kyo    | Nominada     | [ 59 ]        |
| 2023 | Blue Dragon Series                | Mejor actor de reparto                        | Park Sung-hoon  | Nominado     | [ 59 ]        |
| 2023 | Blue Dragon Series                | Mejor actriz de reparto                       | Lim Ji-yeon     | Ganadora     | [ 59 ]        |
| 2023 | Blue Dragon Series                | Mejor actriz revelación                       | Cha Joo-young   | Nominada     | [ 59 ]        |
| 2023 | Brand of the Year                 | Mejor actriz                                  | Song Hye-kyo    | Nominada     | [ 60 ]        |
| 2023 | Brand of the Year                 | Mejor actriz                                  | Lim Ji-yeon     | Ganadora     | [ 60 ]        |
| 2023 | Brand of the Year                 | Mejor actor                                   | Lee Do-hyun     | Ganador      | [ 60 ]        |
| 2023 | Brand of the Year                 | Actriz del año                                | Park Ji-a       | Nominada     | [ 60 ]        |
| 2023 | Global Film & Television Huading  | Mejor actor en serie dramática mundial        | Lee Do-hyun     | Nominado     | [ 61 ]        |
| 2023 | Global Film & Television Huading  | Actriz más popular en serie dramática mundial | Song Hye-kyo    | Nominada     | [ 61 ]        |
| 2023 | Kinolights                        | Mejor actriz                                  | Song Hye-kyo    | 2.ª posición | [ 62 ]        |
| 2023 | Kinolights                        | Mejor actriz                                  | Lim Ji-yeon     | 1.ª posición | [ 62 ]        |
| 2023 | Kinolights                        | Mejor serie                                   | La gloria       | 1.ª posición | [ 62 ]        |
| 2023 | Seoul International Drama         | Mejor serie                                   | La gloria       | Ganadora     | [ 63 ]        |